# Refuge du Théodule
Le refuge du Théodule (en italien, rifugio del Teodulo ; en allemand, Theodulhütte) se situe dans le haut Valtournenche, en Vallée d'Aoste, dans les Alpes pennines italiennes, à 3 316 ou 3 317 mètres d'altitude.

## Histoire
Ce refuge fut bâti en 1920, et restauré et élargi par la suite.

## Caractéristiques et informations

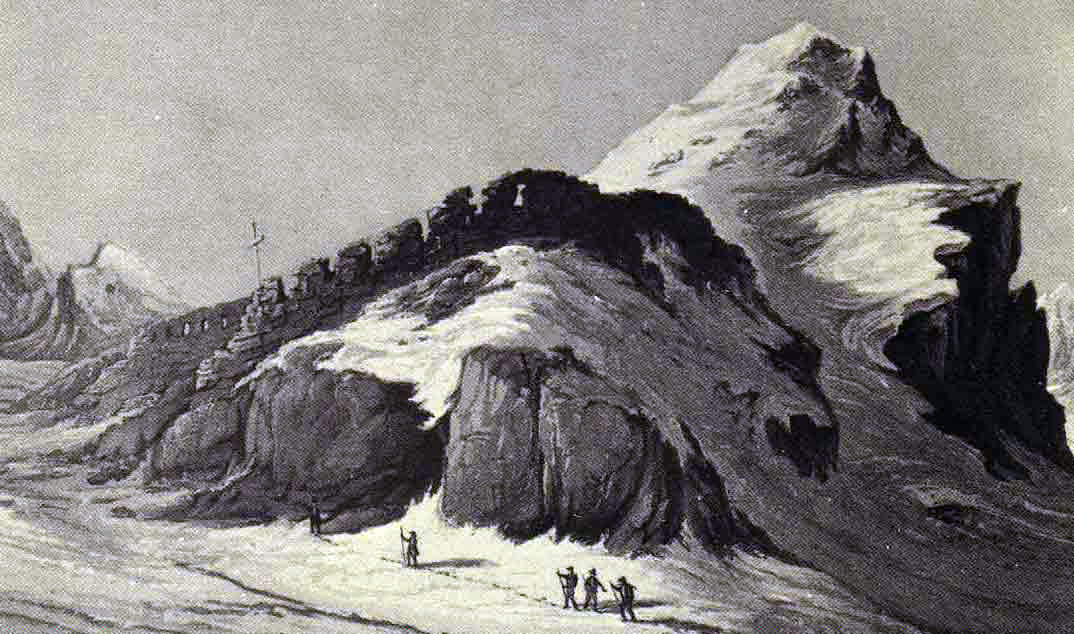
Tableau du XIXe siècle du col du Théodule.

Il se situe au col du Théodule, à 3 290 mètres, aux bords du plateau Rosa. Le col du Théodule relie le Valtournenche avec la vallée de Zermatt.
Du refuge on peut admirer l'une des meilleures vues du Cervin.

## Accès
La voie la meilleure prévoit le télésiège reliant le Breuil avec le plateau Rosa. Du plateau, on rejoint le refuge en une demi-heure.

## Ascensions
- Breithorn - 4 165 mètres
- Castor - 4 221 mètres
- Pollux - 4 091 mètres
- Roche Noire - 4 075 mètres

## Traversées
- Refuge Ottorino Mezzalama - 3 004 mètres
- Refuge Guides d'Ayas - 3 420 mètres